# Des Meeres und der Liebe Wellen (1912)
Des Meeres und der Liebe Wellen ist ein deutsches Stummfilmdrama aus dem Jahre 1912 mit Lissi Nebuschka in der Hauptrolle.

## Handlung
Die Geschichte spielt irgendwo in Spanien: Venila, die Tochter eines spanischen Kapitäns, hat sich in den Seemann Pietro verliebt. Der Kapitän transportiert mit seinem Schiff illegalerweise Schießpulver nach Schottland, ohne dass seine Versicherung davon etwas weiß. Der eifersüchtige erste Maat stiehlt daraufhin die Versicherungspolice und zündet das Schiff an. Daraufhin verübt der Kapitän Selbstmord, während Venila und ihr Liebster auf einem Floß entkommen. 
Sie werden an das Ufer der Insel Urk getrieben, wo schließlich auch der schurkische erste Maat anlandet. Einige Inselfischer retten die Gestrandeten und kleiden Venila mit der typischen Landestracht einer Urk-Frau ein. Der erste Maat lebt nicht mehr lange und händigt auf seinem Sterbebett Venila die Versicherungspolice aus. Mit dem dank dieser Police erhaltenen Geldsumme kann sie endlich Pietro heiraten. Nach ihrer Hochzeit inmitten der Urk-Bewohner legen sie ab und segeln heim in Richtung Spanien.

## Produktionsnotizen
Die Außendrehs von Des Meeres und der Liebe Wellen begannen in Italien. Im November 1912 kam Produzent und Regisseur Christoph Mülleneisen junior nach Volendam in den Niederlanden, um dort – aus Volendam wurde die Phantasieinsel Urk – die Geschichte zu Ende zu drehen. Der Dreiakter passierte im Dezember 1912 die Filmzensur und wurde möglicherweise noch im selben Jahr uraufgeführt.
Im Jahr zuvor entstand ein gleichnamiger Film unterschiedlichen Inhalts mit Henny Porten in der Hauptrolle.